# Richard Farnsworth
Richard Farnsworth (Los Angeles, 1 de setembro de 1920 – 6 de outubro de 2000) foi um ator norte-americano. Sua atuação em Uma História Real lhe rendeu uma indicação ao Oscar e ao Globo de Ouro de Melhor Ator. Aos 79 anos, o ator já fora indicado para o Oscar de melhor ator (coadjuvante/secundário) por "Raízes da Ambição" (1978), de Alan J. Pakula, estrelado por Jane Fonda.
Richard Farnsworth atua no cinema desde 1937, quando fez sua estreia como dublê em "As Aventuras de Marco Polo.
Também atuou em Ressurreição, com Ellen Burstyn. Seu trabalho em A Raposa Cinzenta foi muito elogiado e Farnsworth ganhou o prêmio canadense equivalente ao Oscar, em 1983. Mais recentemente, Farnsworth contracenou com Robert Redford em Um Homem Fora de Série . Ainda trabalhou em Louca Obsessão.
Farnsworth suicidou-se com um único tiro em sua fazenda no Novo México.